# Atletika na Letních olympijských hrách 1960 – 100 metrů ženy
 Běh na 100 metrů žen na Letních olympijských hrách 1960 se uskutečnil ve dnech 1. září a 2. září v Římě. 

## Výsledky finálového běhu
| *                | jméno                    | země                   | čas   |
| ---------------- | ------------------------ | ---------------------- | ----- |
| Zlatá medaile    | Wilma Rudolphová         | Spojené státy americké | 11,18 |
| Stříbrná medaile | Dorothy Hymanová         | Velká Británie         | 11,43 |
| Bronzová medaile | Giuseppina Leoneová      | Itálie                 | 11,48 |
| 4                | Marija Itkinová          | Sovětský svaz          | 11,54 |
| 5                | Catherine Capdevielleová | Francie                | 11,64 |
| 6                | Jenny Smartová           | Velká Británie         | 11,72 |